# 安治川 (大阪市)
安治川（あじかわ）は、大阪府大阪市西区の町名。現行行政地名は安治川一丁目および安治川二丁目。

## 地理
大阪市西区の西部に位置。東は川口、南は本田・九条・九条南・境川、西は港区波除、北は安治川（旧淀川）を挟んで此花区西九条とそれぞれ接する。

## 歴史
安治川は、1684年（貞享元年）に河村瑞賢が幕命により淀川・大和川の治水対策の一環として開削。河口付近にあった九条島に新しく川を掘り割って流路を直線化する工事を短期間で完成した。

### 町名の由来
開削当初は新堀川や新川と呼ばれていたが、1698年（元禄11年）にこの地が安らかに治まるようにとの意味合いで安治川と命名された。また、瑞賢の通名（河村瑞賢安治）をとったとも伝わる。

### 町名の変遷
安治川の開削に伴って開発された安治川新地は、1688年（元禄元年）に新堀（1 - 2丁目）・新川北（1 - 3丁目）・新川南（1 - 4丁目）に町割されて大坂三郷へ組み込まれたが、10年後の安治川命名と同時に安治川上・安治川北・安治川南に改称された。このうち安治川南の東部が現在の西区安治川に該当する。
- 1872年（明治5年） 安治川通南（1 - 3丁目）に改編。
- 1879年（明治12年） 北区に所属。
- 1912年（明治45年） 南安治川通に改称。
- 1925年（大正14年） 港区に転属。
- 1943年（昭和18年） 境川運河以東が西区に転属。
- 1968年（昭和43年） 境川運河以西の港区南安治川通が同区波除・弁天のそれぞれ一部となり消滅。
- 1977年（昭和52年） 安治川1 - 2丁目の現行行政地名を実施。

江戸時代の安治川上・安治川北も、改称や区の転属を経て福島区安治川上通・此花区北安治川通となって昭和後期まで存続していたが、1975年（昭和50年）に福島区野田の一部・此花区西九条の一部となって消滅した。その2年後に西区南安治川通が「安治川」と改称し、現在に至っている。

## 世帯数と人口
2019年（平成31年）3月31日現在の世帯数と人口は以下の通りである。
| 丁目         | 世帯数  | 人口  |
| ------------ | ------- | ----- |
| 安治川一丁目 | 107世帯 | 168人 |
| 安治川二丁目 | 48世帯  | 86人  |
| 計           | 155世帯 | 254人 |

### 人口の変遷
国勢調査による人口の推移。
| 1995年（平成7年）  | 421人 | [ 5 ] |  |
| 2000年（平成12年） | 313人 | [ 6 ] |  |
| 2005年（平成17年） | 320人 | [ 7 ] |  |
| 2010年（平成22年） | 327人 | [ 8 ] |  |
| 2015年（平成27年） | 267人 | [ 9 ] |  |

### 世帯数の変遷
国勢調査による世帯数の推移。
| 1995年（平成7年）  | 157世帯 | [ 5 ] |  |
| 2000年（平成12年） | 126世帯 | [ 6 ] |  |
| 2005年（平成17年） | 146世帯 | [ 7 ] |  |
| 2010年（平成22年） | 156世帯 | [ 8 ] |  |
| 2015年（平成27年） | 132世帯 | [ 9 ] |  |

## 学区
市立小・中学校に通う場合、学区は以下の通りとなる。なお、小学校・中学校入学時に学校選択制度を導入しており、通学区域もしくは隣接する校区の小学校・中学校から選択することも可能。
| 丁目         | 番   | 小学校               | 中学校           |
| ------------ | ---- | -------------------- | ---------------- |
| 安治川一丁目 | 全域 | 大阪市立九条北小学校 | 大阪市立西中学校 |
| 安治川二丁目 | 全域 | 大阪市立九条北小学校 | 大阪市立西中学校 |

## 事業所
2016年（平成28年）現在の経済センサス調査による事業所数と従業員数は以下の通りである。
| 丁目         | 事業所数 | 従業員数 |
| ------------ | -------- | -------- |
| 安治川一丁目 | 29事業所 | 263人    |
| 安治川二丁目 | 36事業所 | 542人    |
| 計           | 65事業所 | 805人    |

## 施設
- 河村瑞賢紀功碑

## 交通

### 鉄道
- 地内に駅はなく、最寄り駅は西日本旅客鉄道（JR西日本）・阪神電気鉄道の西九条駅。

## その他

### 日本郵便
- 〒550-0026[3]（集配局：大阪西郵便局[12]）